# GPSS

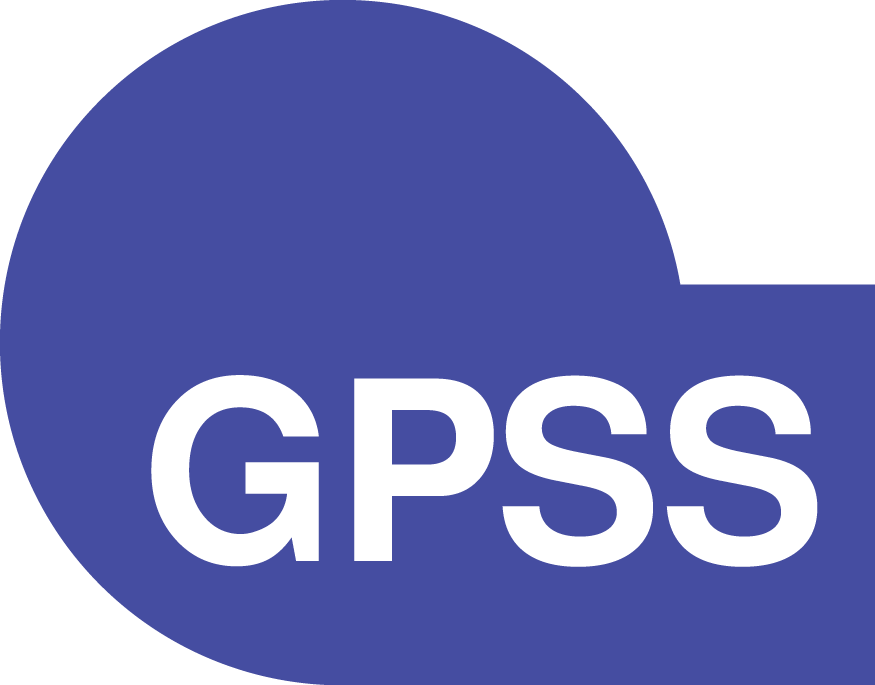
Logotip.

GPSS és un llenguatge de simulació de caràcter generalista.
Basat en un conjunt de d'instruccions, anomenades blocs, que permeten descriure els processos que constitueixen el sistema. El paradigma de simulació sobre el que es basa és el d'interacció de processos.
El 1961 IBM va llençar la primera versió del sistema GPSS, desenvolupat per Geoffrey Gordon. A pesar que han passat ja més de 40 anys des del seu llançament, cal remarcar que encara s'estan desenvolupant de forma intensa noves versions, com per exemple el GPSS World per plataformes Windows, o el WebGPSS per entorn web, o més recentment el JGPSS, un editor de models GPSS basat en Java. Tots aquests sistemes GPSS, tot i que es basen en el mateix esquema òbviament presenten diferències sobretot en el nombre de blocs que tenen implementats.